# Sacha Baron Cohen
Sacha Noam Baron Cohen (London, Hammersmith, 1971. október 13. –) kétszeres Golden Globe-díjas brit komikus, színész, író. Az Ali G Indahouse, a Borat: Kazah nép nagy fehér gyermeke menni művelődni Amerika, A diktátor és a Brüno című filmek írója és főszereplője.
Munkáját több Emmy- és Oscar-díj jelöléssel, BAFTA- és Golden Globe-díjjal jutalmazták.

## Élete

### Gyermekkora
Sacha Baron Cohen másodikként született egy háromgyermekes, középosztálybeli zsidó családba. Édesapja, Gerald Baron Cohen walesi származású. A Piccadilly Circusön egy ruhaüzlet vezetője. Édesanyja, Daniella Wieser izraeli születésű, de családja Iránból származik. Két testvére van, Erran bátyja és Amnon öccse. Erran zeneszerzőként több filmjében is közreműködött.
Unokatestvére Simon Baron-Cohen autizmus-kutató. 
A „Baron” (jelentése: báró) nem nemesi rang, hanem egy héber szóból származtatott angol átírás.
Sacha kiváló beszédkészsége már iskolás évei alatt megmutatkozott, amikor nyolcéves korában egy brit napilap (The Times) esszéversenyén első helyezést ért el dolgozatával, melyben az angol nyelv helyes használatát szorgalmazta.
Első színészi tapasztalatait a Biloxi blues című Neil Simons-darabban szerezte.

### Egyetemi évek
Történelmet hallgatott a Cambridge-i Egyetemen, ahol ma unokatestvére, Simon Baron-Cohen az autizmus-kutatóközpont igazgatója. Ezt követően egy évig Izraelben élt és dolgozott a Rosh HaNikra kibucban.
Cambridge-ben a Footlights nevű színjátszó csoportban szerepelt a Cyrano de Bergerac és a Hegedűs a háztetőn című darabokban.
1992-ben tanulmányi utazást tett az Egyesült Államokba. Az utazás és a közben megismert polgárjogász hatására diplomamunkájában az afroamerikai és zsidó kultúra hatását vizsgálta az 1960-as évek polgárjogi mozgalmaira.
Az egyetem befejezése után divatmodellként dolgozott. Az 1990-es évek elején a Windsor kábeltelevízió heti műsorában szerepelt. 1995-ben a Channel 4 műsorvezetői pályázatot írt ki, amire Baron Cohen küldött magáról egy kazettát, amin egy fiktív albán tévés riporter, Kristo bőrébe bújt (később ebből a karakterből formálta Borat Sagdiyev figuráját), és ezzel felkeltette a producer érdeklődését. 1995-től több műsor házigazdája volt.

## Híres karakterei

### Komikusi karrierjének kezdete

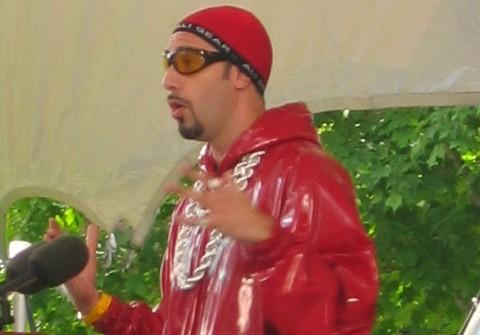
Ali G szerepében

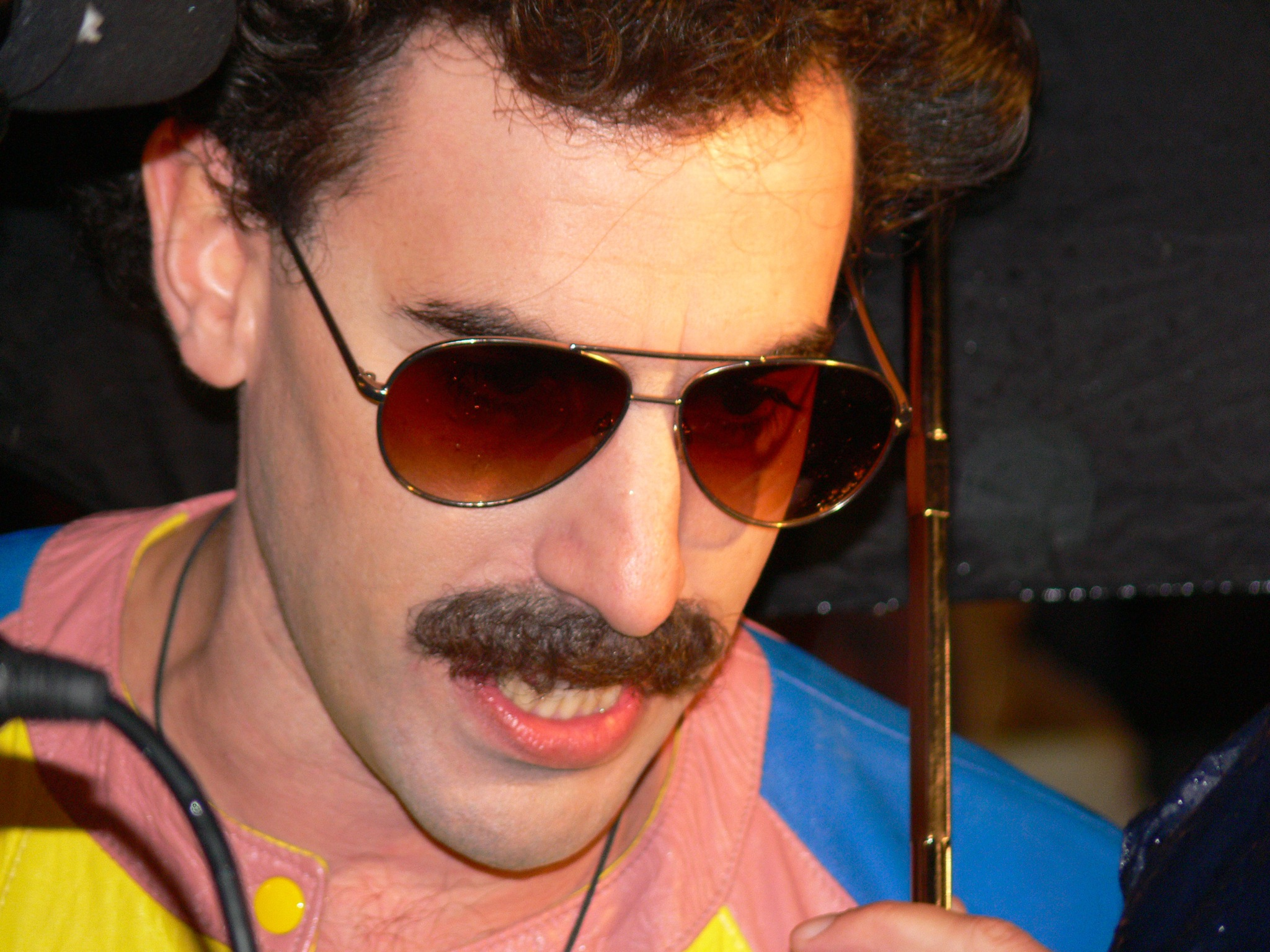
Borat Szaggyijev szerepében

Sacha már tanulmányai alatt is vállalt különféle filmszerepeket, később azonban komikusi pályájára koncentrált. Testvérével gyakran felléptek egy londoni Comedy-Clubban. Első, kamera előtti szereplésére a viszonylag ismeretlen Paramount Comedy kábelcsatornán került sor, ahol egy kitalált, homoszexuális osztrák divatújságíró, Brüno figurájával lépett fel. Ekkor egy televíziós műsor producerei figyeltek fel rá.
Hírnevet a komikus karakter, a műveletlen, faragatlan Ali G hozta meg számára, amiben először 1998 szeptemberében láthatták a The 11 O’Clock Show nézői, a Channel 4 műsorán. Ali G szerepében mindenekelőtt az angol nyelv kétértelműségével játszik. A különböző társadalmi rétegek jellegzetes mondataiban néha az azonos, de egymásnak ellentmondó jelentésű kifejezések Ali G figurájának fő stilisztikai eszközei.
Saját műsorában feltűnt többek között Edwin Aldrin asztronauta, az ingatlanmogul és későbbi amerikai elnök Donald Trump, és az egyiptomi milliomos Mohamed Al-Fayed. Ali G figurájáért 2000-ben átvehette a Comedy Award díját. Műsora 2001-ben kiérdemelte a legjobb vígjátéksorozatért járó BAFTA-díjat.
2000-ben Madonna „Music” című klipjében limuzinsofőrt alakít. Karaktere később, 2002-ben lett az Ali G Indahouse című film főszereplője.
2006-ban készült el újabb áldokumentumfilmje, a Borat: Kazah nép nagy fehér gyermeke menni művelődni Amerika. Borat Sagdiyev, a kazah média sajátos alakja, hétköznapi emberekkel készít interjúkat az Egyesült Államokban. Az amerikai kultúra kigúnyolásával, vallási, rasszista, szexuális témákkal botránkoztatja meg az embereket.
Következő vígjátéka a 2009-es Brüno. E filmben a már jól ismert önjelölt, homoszexuális osztrák divatmodell bőrébe bújik, akinek célja, hogy bármi áron világhírűvé váljék. Ennek elérése érdekében sorra veszi lehetőségeit, miközben hatalmas közbotrányt provokál. A Borathoz hasonlóan ezt is az áldokumentumfilmek kategóriájába sorolják.

### További szerepek
Előadója a Madagaszkár című animációs film I Like To Move It betétdalának, ill. Julian, a maki király eredeti szinkronhangja.

## Magánélete
2010. március 15-én feleségül vette a zsidó hitre áttért ausztrál színésznőt, Isla Fishert, akitől három gyermeke született.

## Filmográfia

### Film

#### Író és producer
| Év   | Magyar cím                                                   | Eredeti cím                | Feladatkör | Feladatkör   |
| Év   | Magyar cím                                                   | Eredeti cím                | Író        | Producer     |
| ---- | ------------------------------------------------------------ | -------------------------- | ---------- | ------------ |
| 2002 | Ali G Indahouse                                              | Ali G Indahouse            | Igen       | Vezető       |
| 2003 |                                                              | Spyz (rövidfilm)           | Igen       | Vezető       |
| 2006 | Borat: Kazah nép nagy fehér gyermeke menni művelődni Amerika | Borat                      | Igen       | Igen         |
| 2009 | Brüno                                                        | Brüno                      | Igen       | Igen         |
| 2010 | Gyógyegér vacsorára                                          | Dinner for Schmucks        | Nem        | Vezető       |
| 2012 | A diktátor                                                   | The Dictator               | Igen       | Igen         |
| 2016 | Agyas és agyatlan                                            | Grimsby                    | Igen       | Igen         |
| 2020 | A chicagói 7-ek tárgyalása                                   | The Trial of the Chicago 7 | Nem        | Társproducer |
| 2020 | Borat utólagos mozifilm                                      | Borat Subsequent Moviefilm | Igen       | Igen         |

#### Színész
| Év   | Magyar cím                                                   | Eredeti cím                                    | Szerep                                     | Magyar hang      |
| ---- | ------------------------------------------------------------ | ---------------------------------------------- | ------------------------------------------ | ---------------- |
| 1998 |                                                              | Punch (rövidfilm)                              | névtelen szereplő                          |                  |
| 2000 |                                                              | The Jolly Boys' Last Stand                     | Vinnie                                     |                  |
| 2002 | Ali G Indahouse                                              | Ali G Indahouse                                | Ali G / Borat Szaggyijev                   | Kálid Artúr      |
| 2002 | Ali G Indahouse                                              | Ali G Indahouse                                | Ali G / Borat Szaggyijev                   | Varga Gábor      |
| 2003 |                                                              | Spyz (rövidfilm)                               | Ali G / James Bond                         |                  |
| 2005 | Madagaszkár                                                  | Madagascar                                     | Julien király, a gyűrűsfarkú maki (hangja) | Galbenisz Tomasz |
| 2006 | Taplógáz: Ricky Bobby legendája                              | Talladega Nights: The Ballad of Ricky Bobby    | Jean Girard                                | Scherer Péter    |
| 2006 | Borat: Kazah nép nagy fehér gyermeke menni művelődni Amerika | Borat                                          | Borat Szaggyijev                           | Scherer Péter    |
| 2007 | Sweeney Todd, a Fleet Street démoni borbélya                 | Sweeney Todd: The Demon Barber of Fleet Street | Signor Adolfo Pirelli                      | Scherer Péter    |
| 2008 | Madagaszkár 2.                                               | Madagascar: Escape 2 Africa                    | Julien király, a gyűrűsfarkú maki (hangja) | Forgács Gábor    |
| 2009 | Brüno                                                        | Brüno                                          | Brüno Gehard                               | Rába Roland      |
| 2011 | A leleményes Hugo                                            | Hugo                                           | Gustav Dasté felügyelő                     | Fekete Ernő      |
| 2012 | A diktátor                                                   | The Dictator                                   | Haffaz Aladeen admirális generális         | Scherer Péter    |
| 2012 | Madagaszkár 3.                                               | Madagascar: Europe's Most Wanted               | Julien király, a gyűrűsfarkú maki (hangja) | Forgács Gábor    |
| 2012 | A nyomorultak                                                | Les Misérables                                 | Monsieur Thénardier                        | eredeti nyelven  |
| 2013 | Ron Burgundy: A legenda folytatódik                          | Anchorman 2: The Legend Continues              | BBC riportere (cameo)                      | Scherer Péter    |
| 2016 | Agyas és agyatlan                                            | Grimsby                                        | Norman 'Nobby' Grimsby                     | Nagypál Gábor    |
| 2016 | Alice Tükörországban                                         | Alice Through the Looking Glass                | Idő                                        | Fekete Ernő      |
| 2020 | A chicagói 7-ek tárgyalása                                   | The Trial of the Chicago 7                     | Abbie Hoffman                              |                  |
| 2020 | Borat utólagos mozifilm                                      | Borat Subsequent Moviefilm                     | Borat Szaggyijev                           | Scherer Péter    |
| 2021 | Luca                                                         | Luca                                           | Ugo bácsi (hangja)                         | Faragó András    |

### Televízió
| Év        | Magyar cím                  | Eredeti cím                        | Szerep                                  | Megjegyzések                                                                                         |
| --------- | --------------------------- | ---------------------------------- | --------------------------------------- | --- |
| 1995      |                             | Jack and Jeremy's Police 4         | áldozat                                 | tévéfilm                                                                                             |
| 1995      |                             | Pump TV                            | önmaga (műsorvezető)                    | |
| 1996–1997 |                             | F2F                                | önmaga (műsorvezető)                    | |
| 1998      |                             | Live from the Lighthouse           | Ali G                                   | különkiadás                                                                                          |
| 1998–1999 |                             | The 11 O'Clock Show                | Ali G                                   | - 45 epizód - forgatókönyvíró                                                                        |
| 2000–2004 |                             | Da Ali G Show                      | Ali G / Borat Szaggyijev / Brüno Gehard | - 18 epizód - megalkotó - forgatókönyvíró - vezető producer                                          |
| 2004      |                             | Borat's Television Programme       | Borat Szaggyijev / Brüno Gehard         | - 2 epizód - megalkotó                                                                               |
| 2005      | Félig üres                  | Curb Your Enthusiasm               | Larry vezetője                          | 1 epizód                                                                                             |
| 2006      |                             | Night of Too Many Stars            | Borat Szaggyijev                        | különkiadás                                                                                          |
| 2010      | A Simpson család            | The Simpsons                       | Jacob (hangja)                          | 1 epizód (Homersiás)                                                                                 |
| 2013      | Egyszer fent,...inkább lent | Eastbound and Down                 | Ronnie Thelman                          | egy epizód                                                                                           |
| 2015      |                             | Highston                           | nem szerepel                            | vezető producer (1 epizód)                                                                           |
| 2018      | Garry Shandling élete       | The Zen Diaries of Garry Shandling | önmaga                                  | dokumentumfilm                                                                                       |
| 2018      |                             | Seth Rogen's Hilarity for Charity  | önmaga                                  | különkiadás                                                                                          |
| 2018      |                             | Who Is America?                    | több szereplő                           | - sorozat megalkotója - forgatókönyvíró (7 epizód) - vezető producer (7 epizód) - rendező (2 epizód) |
| 2019      | Az izraeli kém              | The Spy                            | Eli Cohen                               | - főszereplő (hat epizód) - magyar hangja Rába Roland - vezető producer                              |
| 2024      | Cáfolat                     | Disclaimer                         | Robert Ravenscroft                      | minisorozat főszereplője                                                                             |
| 2025      | Vasszív                     | Ironheart                          | Mephisto                                | - 1 epizód - magyar hangja: - Bányai Kelemen Barna                                                   |